# Finkbeinertest
De finkbeinertest is een controlelijst voor journalisten, voorgesteld door journaliste Christie Aschwanden, waarmee sekse-onderscheid in artikelen over vrouwelijke wetenschappers voorkomen kan worden. Het doel is de volgende zeven gegevens niet in het artikel te vermelden.
- Het feit dat ze een vrouw is.
- De baan van haar man of partner.
- Hoe de opvang van haar kinderen geregeld is.
- Hoe ze haar ondergeschikten koestert.
- Hoe ze beduusd was door de concurrentie in haar vakgebied.
- Hoe ze een rolmodel is voor andere vrouwen.
- Hoe ze "De eerste vrouw die..." is.

De test werd opgezet in de geest van de bechdeltest, over vrouwen in fictie, en is vernoemd naar de journaliste Ann Finkbeiner, nadat zij de beslissing had genomen om niet meer te schrijven over vrouwelijke wetenschappers als vrouwen, maar als wetenschappers, en hierover had gepubliceerd.
In de kritiek op de necrologie van raketingenieur Yvonne Brill van The New York Times werd gebruikgemaakt van de finkbeinertest.